# 王益街道
王益街道，是中华人民共和国陕西省铜川市王益区下辖的一个街道办事处。
2015年，陕西省民政厅批复同意撤销王益乡，设立王益街道办事处。

## 行政区划
王益街道下辖以下地区：
新城社区、王益村、十里铺村、宜兴村、店子坡村、宜古村、墙下塬村、川口村、原畔村、高家塬村、高坪村、灰堆村、韩塬村、小豆村和孙家坳村。